# Monoclonius
Monoclonius (букв. «одиночний паросток») — рід рослиноїдних динозаврів родини цератопсидів. Рештки знайдені в пластах пізнього крейдяного періоду (Джудит-Рівер формація, 77—75 млн років тому) в штаті Монтана, США. Рід охоплює 16 видів.

## Історія відкриття
Перші скам'янілі рештки моноклоніуса було знайдено Едвардом Копом і Чарлзом Штернбергом влітку 1876 року. Викопні рештки складалися з носового роги, завдовжки 325 мм, частини черепного коміра з великими отворами, декількох щелеп, хребців і двох тазових кісток, всі ці знахідки були зроблені в різних місцях. Втім лише у 1889 році Коп дав опис моноклоніуса як нового рогатого динозавра з одним рогом на носі й черепним коміром з отворами. У 1895 році через фінансові причини Коп був змушений продати велику частину своєї колекції Американському музею природної історії, в результаті чого всі зразки Monoclonius отримали інвентарні номери AMNH. У 1912 році Барнум Браун знайшов череп з викривленим вперед рогом (зразок AMNH 5239), який у 1914 році виділено в окремий вид моноклоніуса.
З 1914 році починаються наукові диспути щодо єдності родів Monoclonius і Centrosaurus. У 1933 році Ричард Свен Лалл описав новий череп з Альберти (зразок AMNH 5341), віднісши його виду Monoclonius flexus, і ще один зразок черепа (CMN 348), в той же час перейменувавши вид Centrosaurus apertus в Monoclonius apertus. У 1937 році в Альберті дослідником Чарльзом Штернбергом в провінції Альберта (Канада) знайдено повний череп моноклоніуса, що натепер є єдиним таким. У 1940 році C. M. Штернберг, слідуючи усталеній традиції, назвав ще два види на підставі нових черепів — Monoclonius lowei (зразок NMC 8790) і Monoclonius longirostris (зразок CMN 8795)
У 1997 році канадський палеонтолог Скотт Семсон провів філогенетичний аналіз цератопсов Монтани й встановив, що базовий голотип Monoclonius crassus є неповнолітнім зразком і тому втрачає валідність. З 2006 року Майкл Раян запропував вважати рід Monoclonius nomen dubium (недійсним видом), а всі різновиди визнані різними стадіями росту одного виду Centrosaurus apertus (на основі того, що знайдено окремі частини, але немає повного скелета, до того ж черепи сході з центразаврами). Разом з тим моноклоніус все ще розглядається в якості самостійного роду, але низка його видів перенесено до інших родів, або вважаються синонімічними для інших видів роду Monoclonius.

## Опис
Вважається, що моноклоніуси досягали 5,5—6 м заввишки при вазі в і 2—2,3 т. Зовнішністю сходи на Styracosaurus, Brachyceratops, і Pachyrhinosaurus. Особливістю є його череп (довжина 75—80 см) з одним великим рогом на носі, черепний комір має кілька великих загнутих рогових «гачків» у верхній частині. Надбрівні роги дуже маленькі й ніколи не досягали великих розмірів. Щелепи не були здатні до пережовування їжі, а лише витягнуті й адаптовані до перетирання жорсткої рослинності. Зуби були завдовжки 51—54 см. Ноги цього динозавра були короткими й м'язистими.
У деформованій великогомілковій кістці динозавра, яку ще тридцять років тому знайшли на території канадської провінції Альберта, яка належала Centrosaurus apertus (Monoclonius apertus) і була піддана у 2019 році дослідження, до якого приєдналися палеонтологи, онкологи та остеопатологи. Зрештою науковці підтвердили, що цей динозавр страждав від злоякісної остеосаркоми. Науковцям були відомі кістки динозаврів зі слідами раку, але на цей раз вдалося надати стовідсоткові докази того, що цей динозавр став жертвою онкологічного захворювання. Проаналізовано результати комп'ютерної томографії та проведеної біопсії кістки, а також здійснено комп'ютерне моделювання, яке підтвердило діагноз.

## Розповсюдження
Територія сучасних північно-західних штатів США та провінцій Канади, що з ними межують. Мешкали на рівнинах. Відкриття численних решток в Канаді дозволяє припускати дослідникам, що моноклоніуси були стадними тваринами й подорожували великими групами. Живилися низьколежачою рослинністю.

## Види
- Monoclonius crassus — описаний в 1876 році на основі окремих фрагментів з Монтани, США (голотип AMNH 3998)
- Monoclonius recurvicornis — описаний в 1889 році на основі невеликих фрагментів черепа, знайдених в 1877 році, в
- Monoclonius sphenocerus — Тип зразка складався з фрагментарного черепа (зразок AMNH 3989) з високим і прямим рогом.
- Monoclonius fissus — названий в 1889 році на основі фрагментів черепа, який можливо було вкрито лускатою текстурою.
- Monoclonius lowei — названий в 1940 році. Мав великий, трохи стислий череп (CMN 8790) з маленьким і загнутим рогом. У 2006 році М. Раян припустив, що він може являти собою напівдорослий індивід стиракозавра, ахелоузавра або ейніозавра.

### Синоніми
- Monoclonius belli — описаний в 1902 році на основі фрагментів з Канади, натепер класифікується як Chasmosaurus belli.
- Monoclonius canadensis — описаний в 1902 році на основі фрагментів з Канади, наразі класифікується як Eoceratops canadensis.
- Monoclonius dawsoni — описаний в 1902 році, на основі фрагментів черепа з Канади — синонім Centrosaurus apertus.
- Monoclonius apertus — описаний в 1904 році, синонім Centrosaurus apertus, відомий з безлічі черепів.
- Monoclonius albertensis- описаний в 1913 році, класифікується як Styracosaurus albertensis.
- Monoclonius montanensis — описаний в 1914 році на основі зразків дитинчати, наразі класифікується як Brachyceratops montanensis.
- Monoclonius flexus — описаний в 1914 році, названий на основі черепа (зразок AMNH 5239) з Канади, синонім Centrosaurus apertus.
- Monoclonius cutleri — описаний в 1917 році на основі кісткових фрагментів скелета з Канади, синонім Centrosaurus apertus.
- Monoclonius longirostris — описаний в 1940 році за повним черепом (CMN 8795), синонім Centrosaurus apertus.
- Monoclonius lammersi — описаний в 1986 році, наразі класифікується як Avaceratops lammersi.

## У культурі
- У 1984 році Monoclonius є одним з героїв анімаційного фільму «Доісторичний звір» режисера Філа Тіппетта.
- У 1985 році про нього також оповідається в документальному фільмі «Динозавр!».